# Reggiano
Unter der Bezeichnung Reggiano (DOC) werden Stillweine sowie Perl- und Schaumweine erzeugt. Das Anbaugebiet hierfür liegt im Wesentlichen nördlich von Reggio nell’Emilia in der Emilia-Romagna und besitzt seit 1971 eine „kontrollierte Herkunftsbezeichnung“ (Denominazione di origine controllata – DOC), die zuletzt am 30. März 2015 aktualisiert wurde.

## Anbaugebiet
Anbau und Vinifikation der Produkte ist nur gestattet in der Provinz Reggio Emilia.
Für die verschiedenen Weine sind folgende Gemeinden zugelassen:
- Reggiano Lambrusco: Rolo, Fabbrico, Campagnola, Rio Saliceto, Correggio, San Martino in Rio, Bagnolo in Piano, Novellara, Cadelbosco Sopra, Castelnovo Sotto, Gualtieri, Guastalla, Reggiolo, Sant’Ilario d’Enza, Reggio nell’Emilia, Cavriago, Bibbiano, Montecchio, San Polo d’Enza, Canossa, Quattro Castella, Vezzano sul Crostolo, Albinea, Scandiano, Casalgrande, Rubiera, Viano, Castellarano, Campegine, Poviglio, Boretto, Gattatico, Brescello, Carpineti und Baiso
- Reggiano Rosso: Reggio nell’Emilia, Cadelbosco Sopra, Bagnolo in Piano, Novellara, Campagnola, Rolo, Rio Saliceto, Fabbrico, Correggio, San Martino in Rio, Rubiera, Montecchio, Campegine, S. Ilario d’Enza, Gualtieri, Guastalla, Reggiolo, Cavriago, Bibbiano, Casalgrande Albinea, Quattro Castella und Scandiano
- Reggiano Lambrusco Salamino: Reggio nell’Emilia, Rubiera, San Martino in Rio, Correggio, Rio Saliceto, Campagnola, Rolo, Fabbrico, Bagnolo in Piano, Guastalla und Novellara
- Reggiano Bianco: Reggio nell’Emilia, Rubiera, San Ilario d’Enza, San Martino in Rio, Correggio, Rio Saliceto, Campagnola, Rolo, Fabbrico, Bagnolo in Piano, Guastalla, Novellara, Gualtieri, Montecchio und Campegine.

Im Jahr 2017 wurden 234.255 Hektoliter DOC-Wein erzeugt.

## Erzeugung
Es werden verschiedene Verschnittweine (Cuvées) produziert:
- Reggiano Lambrusco (auch als Novello, Frizzante und Spumante): Mindestens 85 % der Rebsorten Lambrusco Marani, Lambrusco Salamino, Lambrusco Montericco, Lambrusco Maestri, Lambrusco di Sorbara, Lambrusco Grasparossa, Lambrusco Viadanese, Lambrusco oliva, Lambrusco Barghi dürfen – einzeln oder gemeinsam – enthalten sein. Höchstens 15 % Ancellotta und/oder Malbo Gentile und/oder Lambrusco a foglia frastagliata und/oder Fogarina dürfen zugesetzt werden.
- Reggiano Lambrusco Salamino (auch als Frizzante): Muss zu mindestens 85 % aus Lambrusco Salamino bestehen. Höchstens 15 % Ancellotta, Lambrusco Marani, Lambrusco di Sorbara und/oder Malbo gentile dürfen – einzeln oder gemeinsam – zugesetzt werden.
- Reggiano Lambrusco Rosso (auch als Novello und Frizzante): Muss zu mind. 30–60 % aus der Rebsorte Ancelotta bestehen. Höchstens 40–70 % Lambrusco salamino, Lambrusco Marani, Lambrusco di Sorbara, Malbo gentile, Lambrusco Maestri, Lambrusco grasparossa, Sangiovese, Merlot, Cabernet Sauvignon, Marzemino, Lambrusco oliva, Lambrusco Viadanese, Lambrusco a foglia frastagliata und/oder Fogarina dürfen – einzeln oder gemeinsam – zugesetzt werden.
- Reggiano Bianco Spumante: Muss – einzeln oder gemeinsam – zu 100 % aus Lambrusco Marani, Lambrusco Maestri, Lambrusco Salamino, Lambrusco Montericco, Lambrusco di Sorbara und/oder Malbo Gentile bestehen.